# Fiat BR.20
Fiat BR.20 Cicogna (hr. roda) bio je talijanski dvomotorni bombarder razvijen tijekom 1930-ih. 

## Tehničke karakteristike (BR.20M)
Izvori podataka: 
Osnovne karakteristike
- dužina: 16,68 m
- raspon krila: 21,56 m
- visina: 4,75 m

Letne karakteristike
- najveća brzina: 440 km/h
- dolet: 2.750 km (maksimalni)
- najveća visina leta: 8.000 m
- motor: 2 x Fiat A.80 RC.41

Naoružanje
- defanzivne mjere: 3 x 12,7mm Breda-SAFAT